# Jeerankalgi, Indi
Jeerankalgi là một làng thuộc tehsil Indi, huyện Bijapur, bang Karnataka, Ấn Độ.